# Basilique de Pórto Ráfti
La basilique de Pórto Ráfti (grec moderne : βασιλική του Πόρτο Ράφτη) est un ancien édifice chrétien situé à Pórto Ráfti, dans la périphérie de l'Attique, en Grèce.

## Emplacement
L'édifice est situé sur la partie nord du rivage du golfe de Pórto Ráfti, à proximité de la plage.

## Histoire et description
Construite entre le Ve et le VIe siècle et dédiée à sainte Kyriakí, cette basilique paléochrétienne est composée de trois nefs,. Elle fait fonction d'église d'un cimetière adjacent, où nombre d'offrandes funéraires datant d'une période allant du IVe au VIe siècle sont découvertes lors de fouilles archéologiques entreprises sur le site. En se basant sur nombre d'autres découvertes archéologiques effectuées dans les environs du site, dont des thermes, des habitations ou des objets numismatiques, il semblerait que cet édifice fasse partie d'une commune florissante datant de la période paléochrétienne.